# Calosota robusta
Calosota robusta är en stekelart som beskrevs av Karl-Johan Hedqvist 1970. Calosota robusta ingår i släktet Calosota och familjen hoppglanssteklar. Inga underarter finns listade.